# Rellotges de la Selva Negra

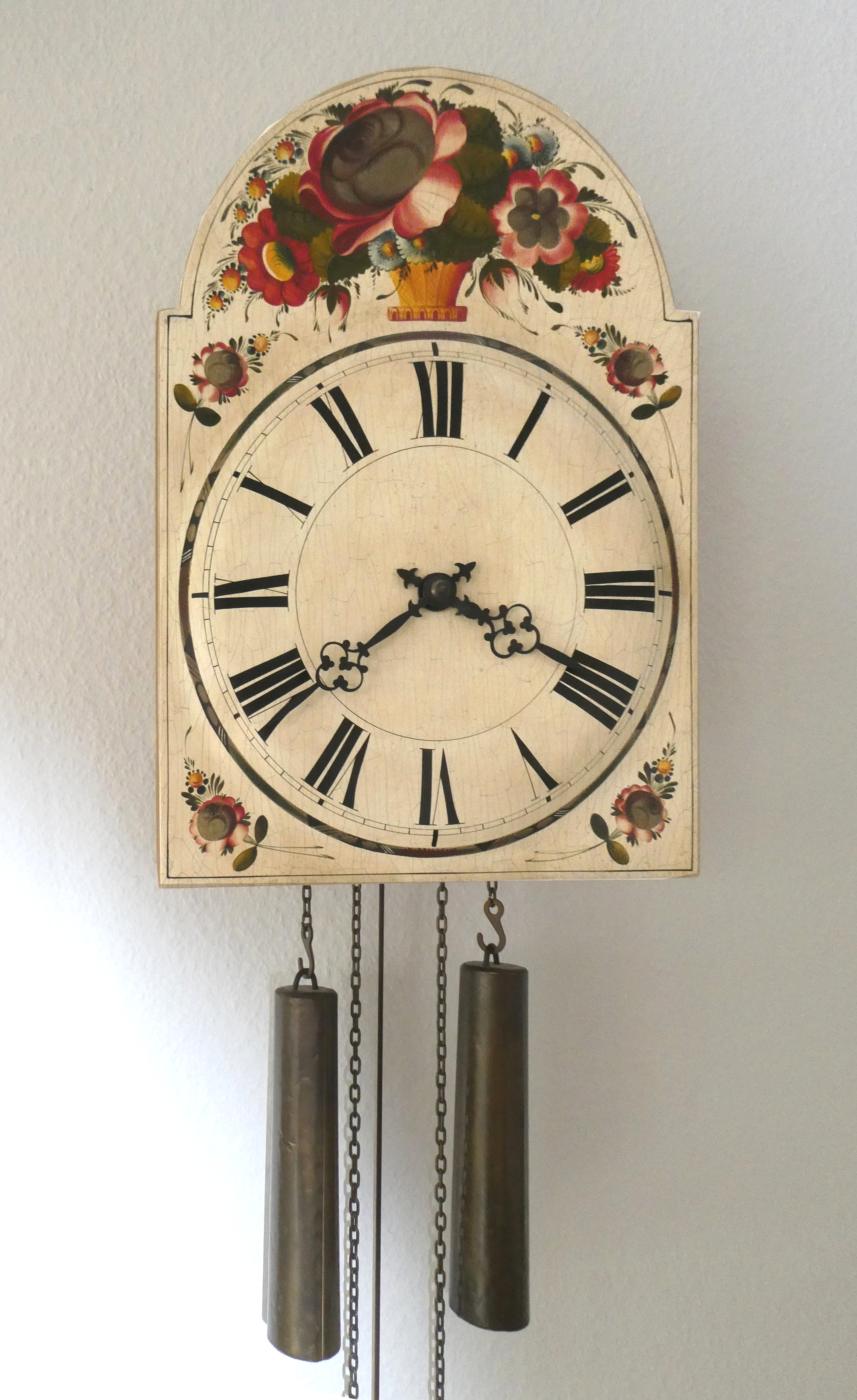
Rellotge Lackschild de 1989

L'artesania dels rellotges de la Selva Negra es remunta a mitjans del segle xvii. Una branca especialitzada dels rellotgers de la Selva Negra són els fabricants de rellotges de cucut.

## Història

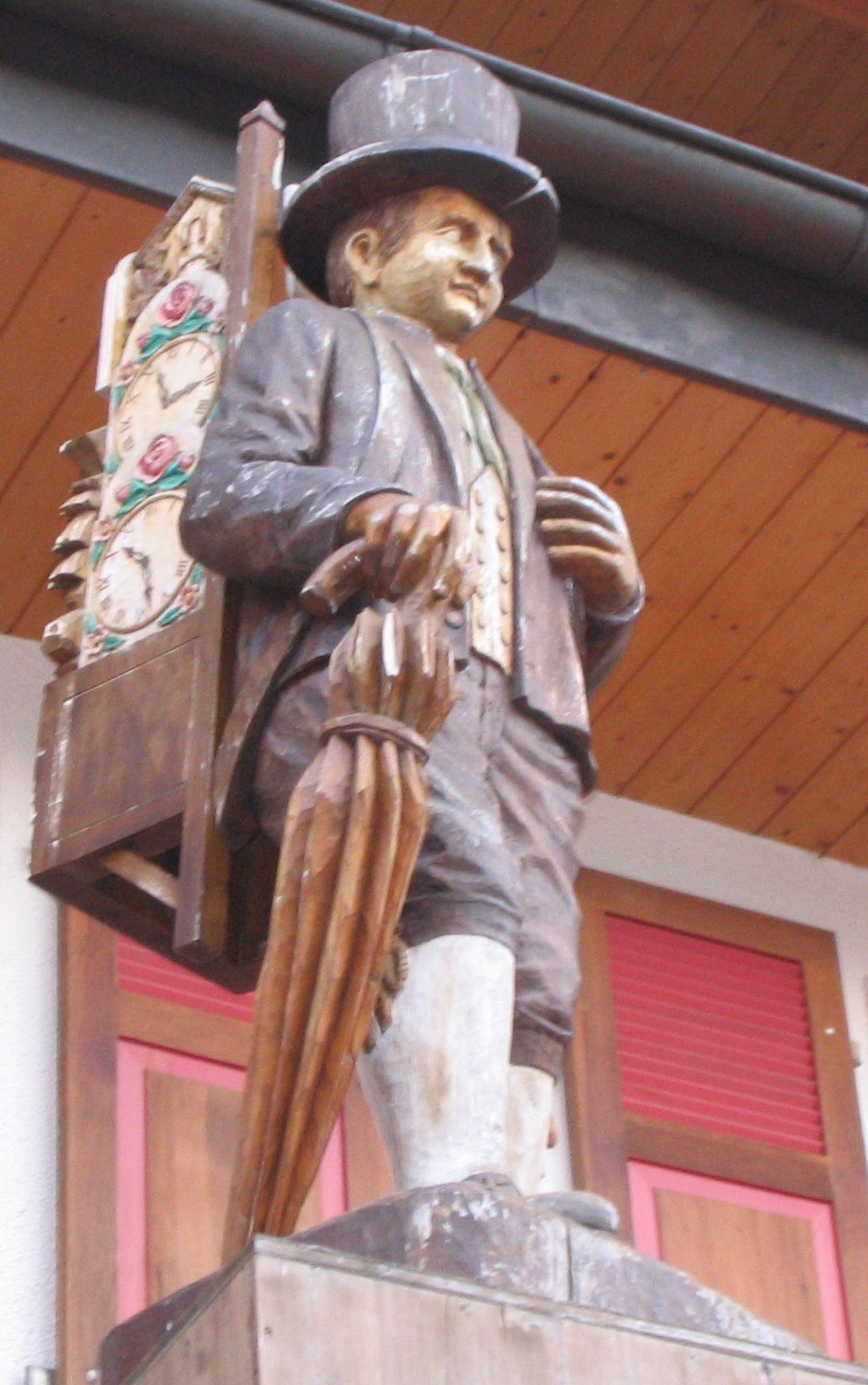
Portador del rellotge de la Selva Negra

### Inicis al segle XVII
La producció de rellotges de la Selva Negra va començar a mitjans del segle xvii. La primera gamma de rellotges eren d'ús pràctic i de disseny senzill. La popularitat d'aquests rellotges va anar créixent i les plaques i les esferes dels rellotges es van fer més sofisticades. Es diu que, en els primers temps, els rellotges de la Selva Negra van ser copiats de l'estil bohemi. A poc a poc els rellotges de la Selva Negra van guanyar fama; especialment els famosos rellotges de cucut, que es van convertir en el seu estil típic des de l'any 1854.

### Tecnologia
A la primera meitat del segle xviii, en la fabricació de rellotges de la Selva Negra (alemany: Holzräderuhr), utilitzaven engranatges de fusta. A la segona meitat del segle xviii, el progrés tècnic va fer que es produïssin els engranatges en llautó groc. Cap a finals del segle xviii es van començar a fabricar rellotges de placa lacada de paret. Tenien el panell frontal de fusta pintat a mà amb laca (Lack-Schilderuhr). A finals del segle xviii, Jacob Herbstreith va fabricar petits rellotges de paret amb plaques de porcellana o llautó (Jockele-Uhr). A principis del segle xix, els Sorg, una família de rellotgers, van arribar a fabricar un rellotge de paret molt petit (Sorg-Uhr).

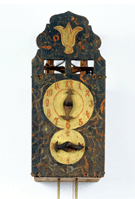
Rellotge amb engranatges de fusta
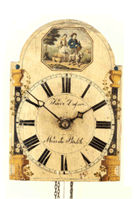
Un rellotge de placa de fusta (Lackschild-Uhr)
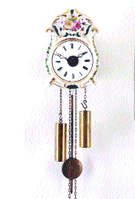
Un rellotge de plat de porcellana (Jockele-Uhr)
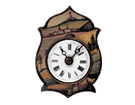
Un rellotge Sorg molt petit (Sorg-Uhr)

## Producció industrial
El nucli central de la producció de rellotges de la Selva Negra era una àrea que s'estenia des de Triberg passant per Furtwangen fins a St. Peter. El 1850, el Ducat de Baden va fundar la primera escola de rellotgers a Furtwangen per tal de millorar el nivell de la fabricació i fer-la més eficient. Van seguir alguns moments de crisi. A mitjans del segle xix va començar la producció en massa. Però un cop acabada la Guerra Civil americana, fàbriques de l'entorn de la indústria bèl·lica nord-americana van passar a una producció de rellotges altament competitius. Així, els fabricants de rellotges alemanys van perdre quota de mercat.

Es van desenvolupar tipus especials de rellotge: el rellotge de cucut, el rellotge de figuretes, rellotges que sonaven les hores, el rellotge de suport i el rellotge d'avi.

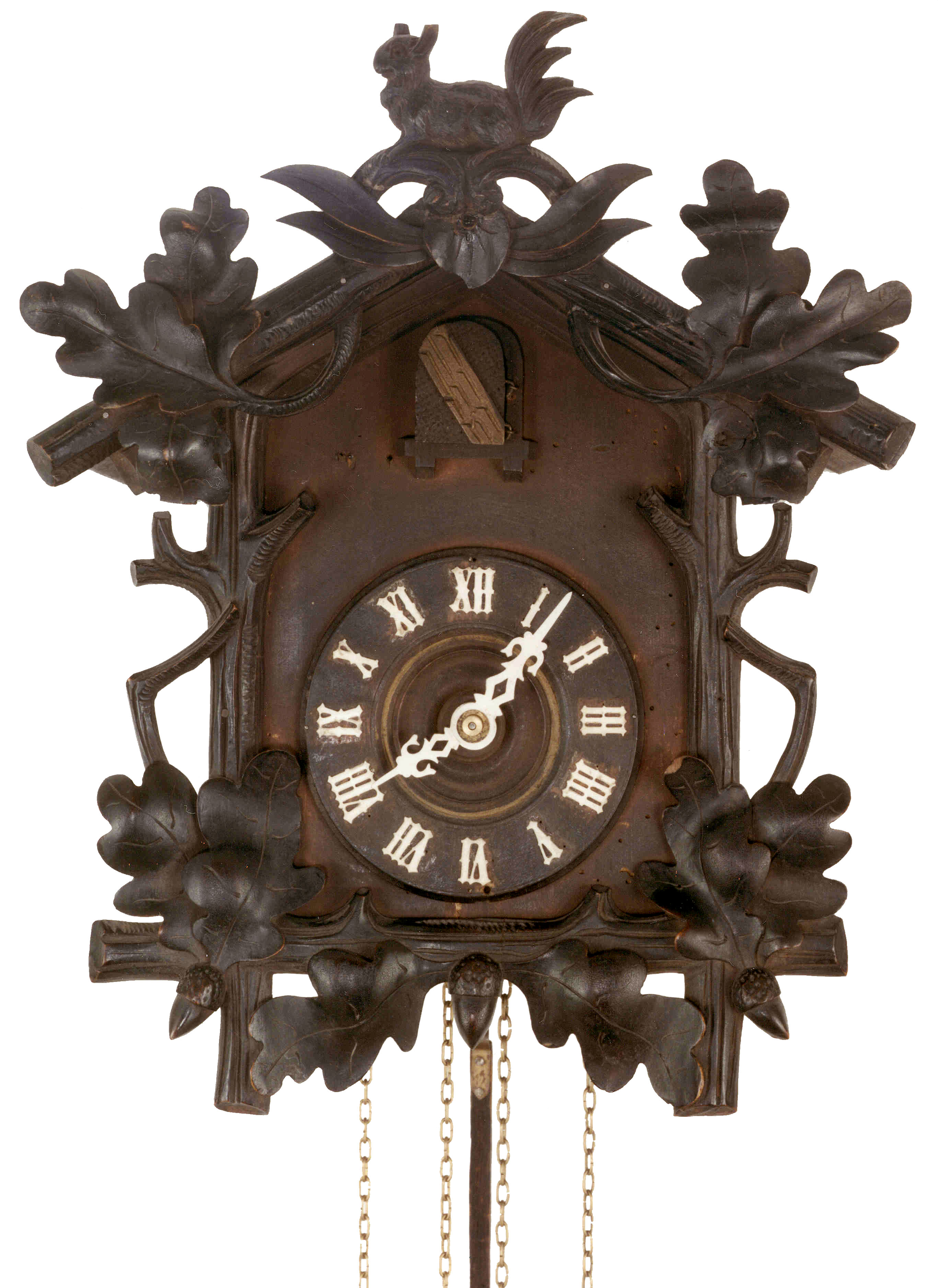
Un rellotge de cucut (Kuckucksuhr)
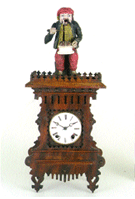
Un rellotge de figuretes (Figurenuhr)
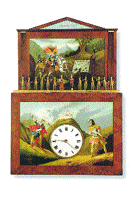
Un rellotge amb flauta (Flötenuhr)
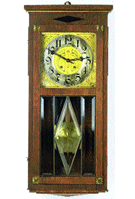
Un rellotge d'avi (regulador)
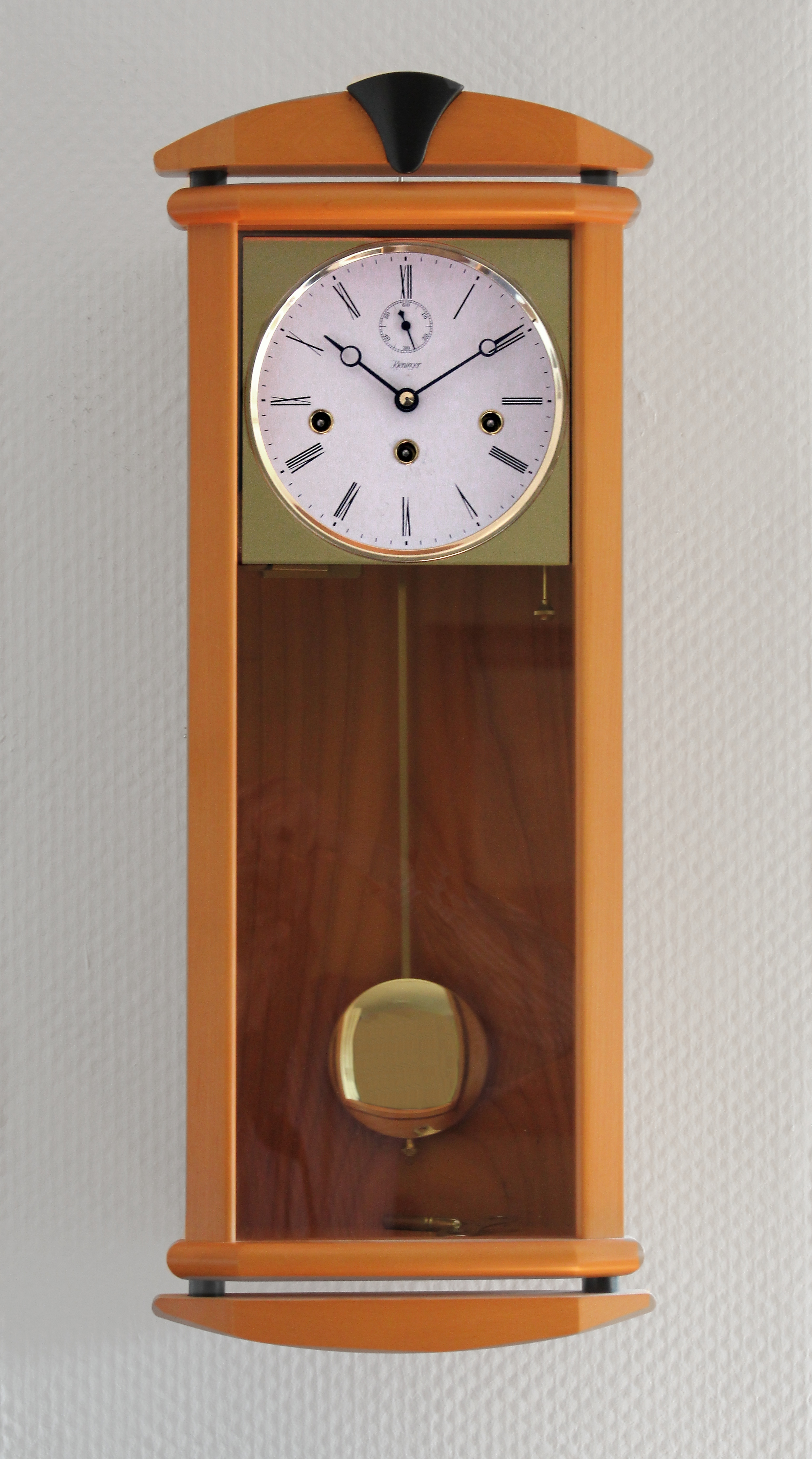
Regulador de 1999/2000

### Zènit i decadència
A principis del segle xx, la indústria del rellotge va prosperar inicialment, però després es va ensorrar amb l'esclat de la Primera Guerra Mundial i, posteriorment, els mercats rus i nord-americà es van desfer. Tanmateix, després de la Segona Guerra Mundial, les exportacions van augmentar la producció.

### Canvi estructural continuat
A la dècada de 1970, l'arribada de noves caixes de rellotges de plàstic i rellotges de quars van provocar una reestructuració seriosa. Els nous mètodes van significar que es van acomiadar molts treballadors amb una major competència dels països recentment industrialitzats. A part d'aixó, la introducció dels rellotges LCD va provocar una reestructuració més dolorosa. El nombre de rellotges ocupats es va reduir de 28.000 el 1973 a 21.000 el 1976. La indústria del rellotge alemany, orientada a l'exportació, va haver de superar una muntanya russa de tipus de canvi inestables, taxes de creixement més baixes, alta competència dels països en desenvolupament i canvis tecnològics continus. Les noves tècniques i la globalització contínues afecten la indústria del rellotge de la Selva Negra.

## Rellotgers de la Selva Negra

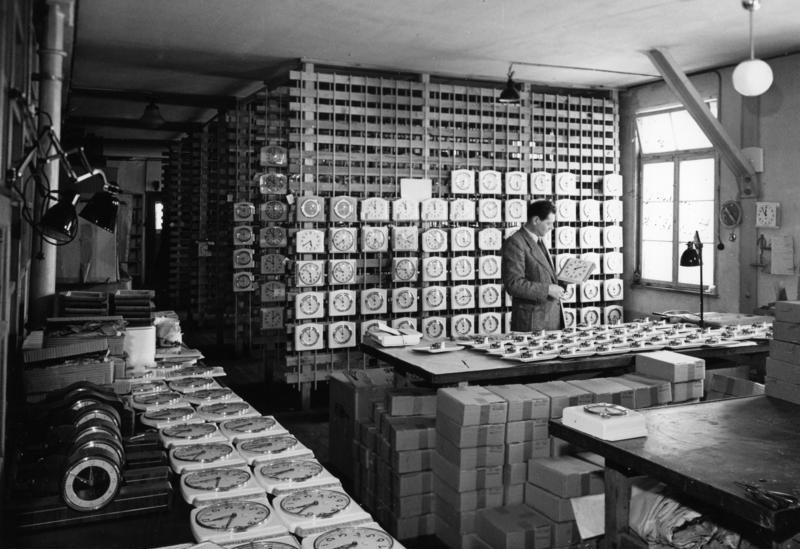
Badische Uhrenfabrik AG, control final (1954)

El Museu Alemany del Rellotge (alemany: Deutsches Uhrenmuseum) també té a la seva col·lecció alguns dels primers rellotges de la Selva Negra amb rodes dentades de fusta, així com una sèrie de rellotges (també de la Selva Negra) de producció industrial. La Ruta del Rellotge Alemany (en alemany: Deutsche Uhrenstraße) és una ruta temàtica que connecta llocs amb museus rellevants i antics fabricants de rellotges de la Selva Negra.

### Antics rellotgers
- Aktiengesellschaft für Uhrenfabrikation Lenzkirch
- Badische Uhrenfabrik Furtwangen AG
- Johann Baptist Beha (1815–1898)
- Theodor Ketterer (1815–1884)
- Mauthe
- Uhrenfabrik Villingen AG
- Emilian Wehrle (1832–1896)
- Winterhalder i Hofmeier (rellotges)
- Württembergische Uhrenfabrik Bürk[5]

+ Schemekenbecher Uhrenfabrik 1948-1996 Villingen AG 

### Rellotgers actius
- Hermle
- Hubert Herr
- Rombach i Haas
- Robert Herr
- Tècnica SS (Regula)
- August Schwer

## Rellotges de la Selva Negra al mercat d'antiguitats
Els rellotges de suport i els rellotges de caixa alta de la Selva Negra es veuen al mercat d'antiguitats alemany i americà com a rellotges mecànics d'alta artesania.

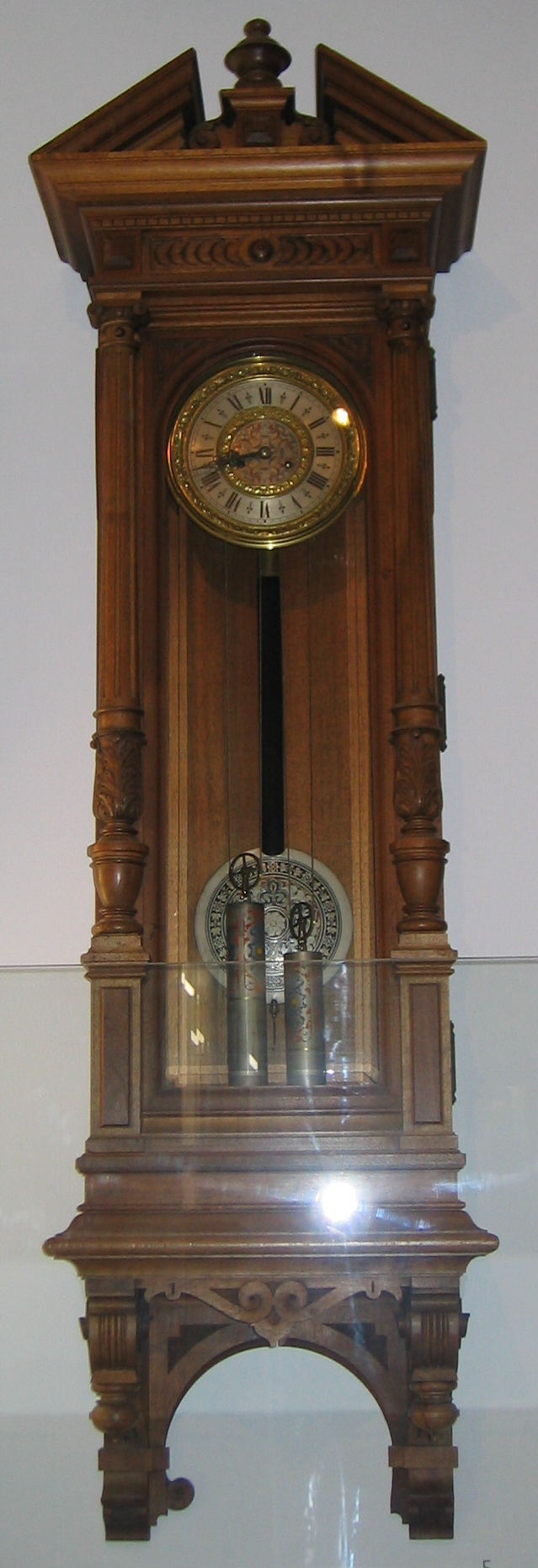
Rellotge d'avi de 1890 fabricat per AG Lenzkirch